# Rhynchospora pseudomacrostachya
Rhynchospora pseudomacrostachya är en halvgräsart som beskrevs av Gerry Moore, Guagl. och Zartman. Rhynchospora pseudomacrostachya ingår i släktet småag, och familjen halvgräs. Inga underarter finns listade i Catalogue of Life.